# Agnieszka Sawicz
Agnieszka Sawicz – polska historyk, dr hab. nauk humanistycznych, profesor uczelni Wydziału Historii Uniwersytetu im. Adama Mickiewicza w Poznaniu.

## Życiorys
7 maja 2007 obroniła pracę doktorską Problematyka ukraińska w prasie polskiej w latach 1991-1996, 8 stycznia 2019 habilitowała się na podstawie pracy. Otrzymała nominację profesorską. Pracowała w Katedrze Strategii i Geostrategii na Wydziale Bezpieczeństwa Narodowego Akademii Obrony Narodowej. Objęła funkcję adiunkta w Instytucie Historii na Wydziale Historii Uniwersytetu im. Adama Mickiewicza w Poznaniu.
Jest profesorem uczelni na Wydziale Historii Uniwersytetu im. Adama Mickiewicza w Poznaniu.